# 特勞特萊克鎮區 (密歇根州)
特勞特萊克鎮區（英語：Trout Lake Township）是位於美國密西根州契皮瓦縣的一個行政鎮區。

## 地方資料
特勞特萊克鎮區的面積為372.00平方千米，當中陸地面積為366.20平方千米，而水域面積為5.80平方千米。根據2020年美國人口普查的數據，當地共有人口332人，而人口密度為每平方千米0.89人。